# Hieronim Rybicki
Hieronim Rybicki (ur. 10 września 1925 w Cegielni, zm. 15 czerwca 2021) – polski historyk specjalizujący się w historii najnowszej Polski; nauczyciel akademicki związany z uczelniami w Słupsku i Koszalinie; rektor Wyższej Szkoły Pedagogicznej w Słupsku w latach 1987–1990.

## Życiorys
Urodził się w 1925 roku w Cegielni, w powiecie żnińskim jako syn Jana Rybickiego i jego żony Zofii. W latach 1929-1933 przebywał wraz z rodziną na emigracji we Francji, gdzie jego ojciec pracował jako górnik w kopalni węgla kamiennego. Po powrocie do Polski jego rodzina osiedliła się w Gościeszynie. Po wybuchu II wojny światowej w 1939 roku Jan Rybicki został zmobilizowany i walczył w kampanii wrześniowej, dostając się do niewoli niemieckiej, w której przebywał do 1942 roku. Został zwolniony ze względu na całkowitą niezdolność do pracy. Powrócił do Gościeszyna, gdzie Hieronim wraz z matką i rodzeństwem spędził cały okres okupacji niemieckiej, pracując przymusowo w gospodarstwie wójta Gościeszyna, Paula Schultza, terroryzującego wówczas całą wieś. Po jego ewakuacji niemieckiego wójta do Dolnej Saksonii w styczniu 1945 roku musiał transportować z innymi Polakami jego dobytek do zachodnich Niemiec, gdzie nadal pracował w gospodarstwach lokalnych gospodarzy. 
Do Polski Hieronim Rybicki powrócił w październiku 1945 roku. Skierowano go do odbycia zasadniczej służby wojskowej, a potem Oficerskiej Szkoły Piechoty w Jeleniej Górze, która ukończył w 1949 roku. Następnie został skierowany do pracy jako wykładowca do Oficerskiej Szkoły Artylerii Przeciwlotniczej w Koszalinie, gdzie wykładał do 1956 roku. Przeniesiono go wówczas go rezerwy. W związku z tym podjął dalsze kształcenie, rozpoczynając studia historyczne na Wydziale Historycznym Uniwersytecie Warszawskim. Ukończył je w 1961 roku, zdobywając tytuł zawodowy magistra. Bezpośrednio potem zaczął studia doktoranckie na Uniwersytecie im. Adama Mickiewicza w Poznaniu, zakończone uzyskaniem w 1965 roku stopnia naukowego doktora nauk humanistycznych w zakresie historii na podstawie pracy pt. Partie i stronnictwa polityczne na Pomorzu Zachodnim w latach 1945-1947, której promotorem był prof. Witold Jakóbczyk.
Bezpośrednio po studiach rozpoczął pracę w Wojewódzkim Archiwum Państwowym w Koszalinie, zostając jego dyrektorem w 1963 roku. Funkcję tę sprawował do 1978 roku. W tym czasie wraz z grupą innych historyków (Bogusław Drewniak, Andrzej Czarnik, Tadeusz Gasztold, Tomasz Szrubka) prowadził badania historii regionalnej, publikował prace naukowe i popularnonaukowe, był organizatorem życia naukowego, zakładał i redagował czasopisma naukowe i popularnonaukowe, przybliżając przeszłość Pomorza nowym mieszkańcom tego regionu. W tym czasie był także redaktorem "Rocznika Koszalińskiego", współpracował z Koszalińskim Ośrodkiem Naukowo-Badawczym, współredagował "Bibliotekę Słupską". W dalszym ciągu pracował naukowo, co zaowocowało uzyskaniem przez niego w 1978 roku stopnia naukowego doktora habilitowanego na podstawie rozprawy nt. Początki władzy ludowej na zachodnich i północnych obszarach Polski w latach 1945-1948.
W 1978 roku podjął pracę jako docent, a następnie profesor nadzwyczajny i profesor zwyczajny w Wyższej Szkole Pedagogicznej w Słupsku. Pełnił tam funkcję prorektora w latach 1978–1981 i 1982–1987 oraz rektora w latach 1987-1990. Tytuł profesora nauk humanistycznych uzyskał w 1984 roku. W tym czasie był redaktorem "Rocznika Słupskiego", członkiem Instytutu Zachodnio-Pomorskiego w Szczecinie, Instytutu Zachodniego w Poznaniu, Instytutu Śląskiego w Opolu oraz Instytutu Kaszubskiego w Gdańsku. W 1995 roku przeszedł na emeryturę, jednak nie zaniechał pracy naukowej i dydaktycznej, pracując nadal w Bałtyckiej Wyższej Szkole Humanistycznej w Koszalinie.
Spoczywa na Cmentarzu Komunalnym w Koszalinie.

## Dorobek naukowy
W jego dorobku naukowym znajduje się ponad 100 publikacji naukowych i popularnonaukowych, w tym 20 książek (monografie, wybory źródeł, prace zredagowane). Jego zainteresowania naukowe obejmują głównie historię polityczną i regionalną. Napisał wiele prac na temat historii Koszalina, Kołobrzegu, Słupska, Miastka, Człuchowa, Wałcza, Złotowa i innych pomorskich miast. Osobne miejsce w jego twórczości naukowej zajmuje problematyka Kaszubów bytowskich, a także tzw. Słowińców, czyli potomków Kaszubów mieszkających w północnej części powiatu słupskiego. W 2006 roku opublikował interesujący tom wspomnień Utracona młodość. Wspomnienia i refleksje z wojny i okupacji 1939-1945. Do jego najważniejszych publikacji należą:
- Partie i stronnictwa polityczne na Pomorzu Zachodnim w latach 1945-1947, Poznań 1967.
- Dzieje ziemi miasteckiej, Poznań 1971; współredaktor.
- Ziemia Wałecka w Polsce Ludowej, Koszalin 1972; współredaktor.
- Dzieje ziemi człuchowskiej, Poznań 1975; współredaktor.
- Powstanie i działalność władzy ludowej na zachodnich i północnych obszarach Polski (1945-1949), Poznań 1976.
- Kołobrzeg. Zarys dziejów, Poznań 1979; współautor: Tadeusz Gasztold
- Rozważania o historii najnowszej Pomorza Zachodniego, Słupsk 1982.
- Koszalin. Rozwój miasta w Polsce Ludowej, Poznań 1985.
- Powrót pogranicza kaszubskiego do Polski po II wojnie światowej, Słupsk 1988.
- Nazywano ich Słowińcami, Słupsk 1995.
- Kluki. Zarys dziejów, Słupsk 2003.